# Леонов Іван Дмитрович
Іван Дмитрович Леонов (11 вересня 1915, Львово — 30 травня 1944) — радянський військовий льотчик, Герой Радянського Союзу (1943), в роки німецько-радянської війни командир ескадрильї 85-го гвардійського винищувального авіаційного полку 6-ї гвардійської винищувальної авіаційної дивізії 8-ї повітряної армії Південного фронту, гвардії майор.

## Біографія
Народився 11 вересня 1915 року в селі Львові Волоколамського району Московської області в селянській родині. Росіянин. Член ВКП (б) / КПРС з 1943 року. Закінчив сім класів неповної середньої школи. Працював на виробництві.
У 1938 році призваний до лав Червоної Армії. У тому ж році закінчив школу молодших авіаційних фахівців, а в 1939 році — Одеську військову авіаційну школу льотчиків. Служив молодшим льотчиком у Київському Особливому військовому окрузі. У боях німецько-радянської війни з червня 1941 року. Воював на Південному фронті.
До вересня 1943 року командир ескадрильї 85-го гвардійського винищувального авіаційного полку гвардії капітан І. Д. Леонов здійснив 267 бойових вильотів, у повітряних боях особисто збив п'ять і в складі групи чотири літаки супротивника. Особливо відзначився в боях при звільненні міста Мелітополя.
Указом Президії Верховної Ради СРСР від 1 листопада 1943 року за зразкове виконання бойових завдань командування на фронті боротьби з німецько-фашистськими загарбниками і проявлені при цьому мужність і героїзм гвардії капітану Івану Дмитровичу Леонову присвоєно звання Героя Радянського Союзу з врученням ордена Леніна і медалі «Золота Зірка»(№ 1274).

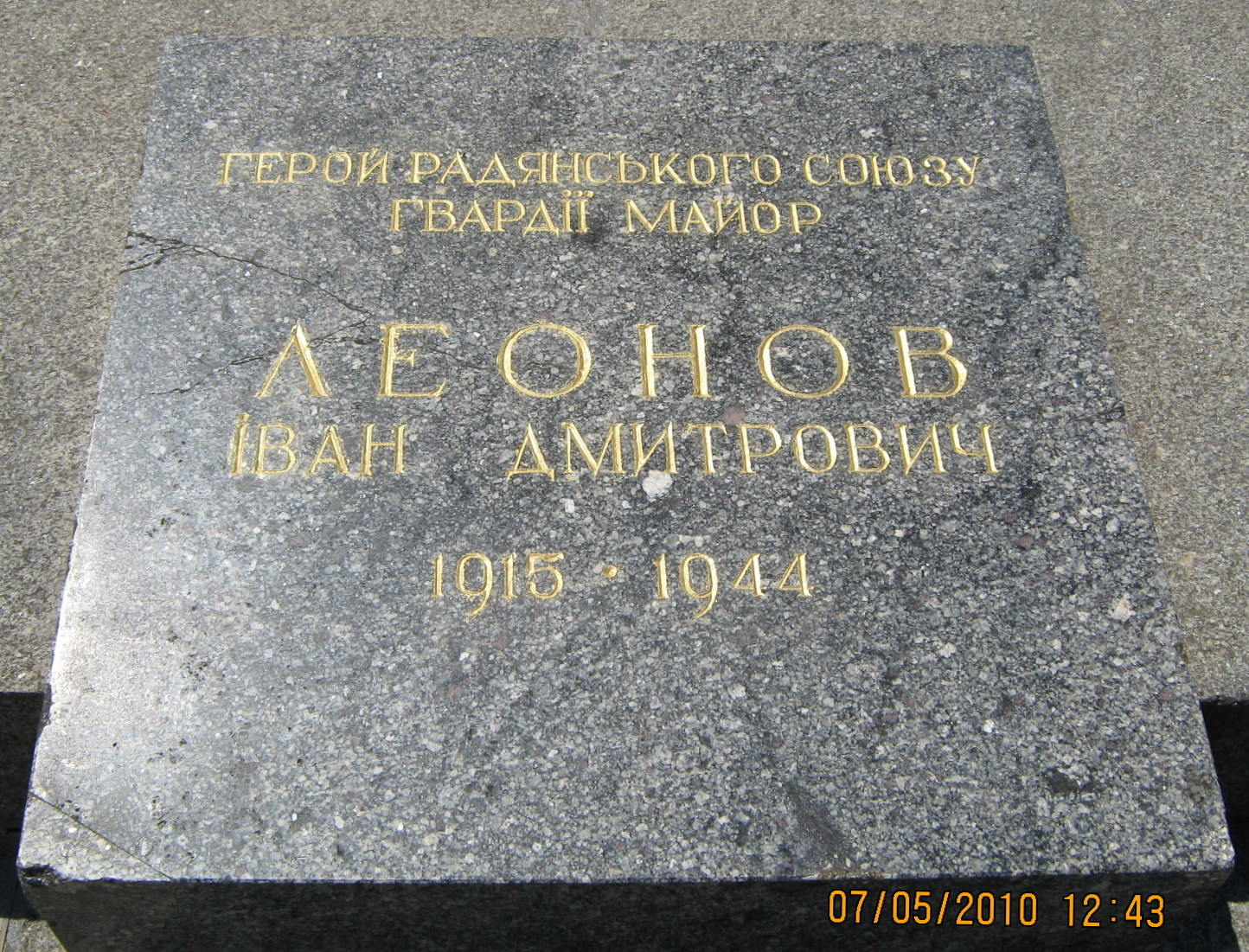
Могила Івана Леонова

30 травня 1944 року гвардії майор Іван Дмитрович Леонов загинув у повітряному бою. Похований у Києві у Парку Вічної Слави.
Нагороджений орденом Леніна, двома орденами Червоного Прапора, орденом Вітчизняної війни 1-го ступеня, орденом Червоної Зірки.